# جيريمي هاريسون
جيريمي هاريسون هو سياسي كندي، ولد في 29 يناير 1978 في ساسكاتون في كندا. حزبياً، نشط في حزب المحافظين الكندي. وقد انتخب عضو المجلس التشريعي من ساسكاتشوان عن دائرة Meadow Lake (provincial electoral district) ‏ خلال فترته النيابية ‏ وانتخب عضو مجلس العموم الكندي.

## وصلات خارجية
- الموقع الرسمي